# Parafia Najświętszego Serca Pana Jezusa w Zawadzkiem
Parafia Najświętszego Serca Pana Jezusa w Zawadzkiem – rzymskokatolicka parafia dekanatu Zawadzkie, w diecezji opolskiej.

## Historia
Od 1917 roku w Zawadzkiem istniała parafia Świętej Rodziny. Kościół był zbyt daleko od miejscowości i nie był w stanie pomieścić ciągle zwiększającej się liczby mieszkańców. W 1954 roku podjęto decyzję o budowie drugiego kościoła, ale z powodu sytuacji politycznej plany odłożono na czas nieokreślony. W 1962 roku wieś otrzymała prawa miejskie. 
Dopiero 18 kwietnia 1984 roku parafia otrzymała koncepcję programowo-przestrzenną przygotowaną przez zespół projektowy z Krakowa: dr inż. arch. Danutę Mieszkowską, mgr inż. Andrzeja Ząbka i mgr inż. Dianę Dimitrową. Na jej podstawie 25 maja 1984 roku Urząd Miasta wydał decyzję o miejscu i warunkach realizacji. 4 maja 1985 roku bp Antoni Adamiuk poświęcił plac pod budowę. 24 lipca 1985 roku wydane zostało pozwolenie na budowę. W latach 1985–1992 zbudowano kościół, a 8 czerwca 1986 roku bp Jan Wieczorek wmurował kamień węgielny. 18 października 1992 roku rozpoczęto odprawianiu mszy świętych. 2 czerwca 1995 roku dekretem bpa Alfonsa Nossola została erygowana parafia pw. Najświętszego Serca Pana Jezusa. 
Od 20 sierpnia 2015 roku parafię objęli franciszkanie konwentualni z Prowincji św. Jadwigi.
Na terenie parafii jest 4 441 wiernych.

## Proboszczowie
- ks. Bernard Kotula (1995–2015)[4].
- o. Lucjan Dawid Franek OFM (od 2015)[5].

## Zasięg parafii
Ulice: 1 Maja, Bogusławskiego, Chopina, Graniczna, Handlowa, Kilińskiego, Kościelna, Kurpińskiego, Miarki, Mickiewicza, Moniuszki, Nowa, Opolska, Osiedle Świerkle, Paderewskiego, Powstańców Śląskich, Szaflika, Sienkiewicza, Szaflika, Szymanowskiego, Ziai.